# Edmund Hlawka

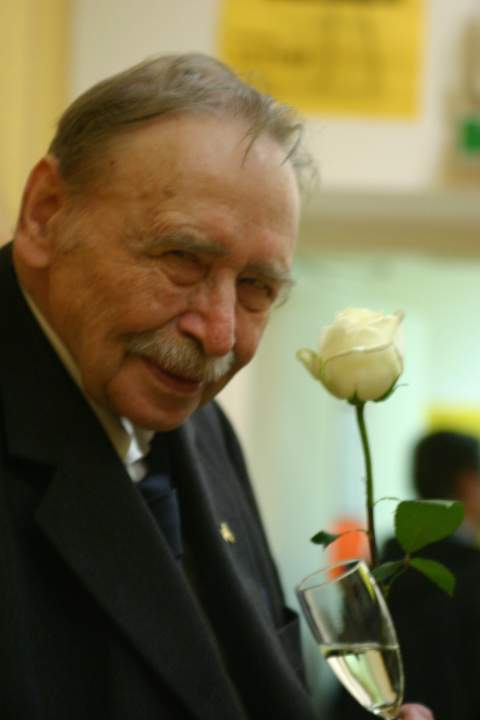
Edmund Hlawka bei der Verleihung der goldenen Ehrennadel der DMV im November 2003

Edmund Hlawka (* 5. November 1916 in Bruck an der Mur; † 19. Februar 2009 in Wien) war ein österreichischer Mathematiker.

## Leben
Hlawka studierte von 1934 bis 1938 an der Universität Wien bei Hans Thirring, Wilhelm Wirtinger, Philipp Furtwängler, Kurt Gödel und Nikolaus Hofreiter. 1938 promovierte er bei Hofreiter zum Doktor der Philosophie mit dem Thema Über die Approximationen von zwei komplexen inhomogenen Linearformen. Er habilitierte mit dem Beweis des Satzes von Minkowski-Hlawka. 1944 heiratete er Rosa Reiterer. 1948 wurde er zum Professor am Institut für Mathematik an der Universität Wien berufen. Im Jahr 1959 wurde er zum Mitglied der Leopoldina gewählt, 1964 wurde ihm das Österreichische Ehrenzeichen für Wissenschaft und Kunst verliehen. 1981 wechselte er an das Institut für Analysis, Technische Mathematik und Versicherungsmathematik der Technischen Universität Wien, wo er bis zu seiner Emeritierung 1987 tätig war.
Seine Arbeitsgebiete umfassen unter anderem die Geometrie der Zahlen, die Diskrete Geometrie und die Theorie der Gleichverteilung.
Edmund Hlawka gilt als der einflussreichste österreichische Mathematiker der zweiten Hälfte des 20. Jahrhunderts. Durch seine langjährige Lehrtätigkeit ist er vielen Mathematik(lehr)ern, Naturwissenschaftlern und Technikern in Österreich bekannt. Mehr als 40 Mathematiker haben bei ihm promoviert. Zu seinen bekanntesten Doktoranden zählen die österreichischen Informatiker Hermann Maurer, Adolf Adam und Walter Knödel sowie die österreichischen Mathematiker Johann Cigler, Willibald Dörfler, Herbert Fleischner, Harald Niederreiter, Walter Philipp, Ludwig Reich, Wolfgang M. Schmidt, Fritz Schweiger, Robert Tichy und Rudolf Taschner.
Eine seltene Ehre wurde ihm durch Benennung eines Asteroiden zuteil: Die Internationale Astronomische Union (IAU) taufte den Kleinplaneten 10763 auf den Namen „Hlawka“.
Er wurde am Neustifter Friedhof in Wien begraben (Gruppe 20, Reihe 5, Grab Nr. 3).

## Preise und Auszeichnungen
- Österreichisches Ehrenzeichen für Wissenschaft und Kunst (1963)[3]
- Preis der Stadt Wien für Geisteswissenschaften (1969)
- Ehrendoktorwürde der Universität Salzburg (1981), der Universität Wien, der Universität Graz, der Friedrich-Alexander-Universität Erlangen-Nürnberg und der Technischen Universität Graz[4]
- Großes Goldenes Ehrenzeichen für Verdienste um die Republik Österreich (1987)[3]
- Johann Joseph Ritter von Prechtl-Medaille (1989)
- Erwin Schrödinger-Preis (1978)
- Großes Goldenes Ehrenzeichen mit dem Stern für Verdienste um die Republik Österreich (2007)[3]

## Zitate
Edmund Hlawka hatte die Angewohnheit, Skizzen seiner Vorlesungsinhalte auf die Rückseite von Fahrscheinen (der Wiener öffentlichen Verkehrsmittel von damals ca. 4 × 5 cm Größe) zu schreiben. Viele seiner Studenten kennen seinen gerne gemachten Scherz: „Da hat mir die Schaffnerin die Potenz weggezwickt!“

## Schriften
- Mit Christa Binder, Peter Schmitt: Grundbegriffe der Mathematik. Prugg Verlag, Wien 1979. ISBN 3-85385-038-3.
- Theorie der Gleichverteilung. Bibliographisches Institut, 1979. ISBN 3-411-01565-9.
- Selecta. Herausgegeben von Peter M. Gruber und Wolfgang M. Schmidt. Springer, Berlin 1990. ISBN 3-540-50623-3.
- Mit Johannes Schoißengeier: Zahlentheorie. Eine Einführung. Manz-Verlag, Wien 1979.
- Mathematik bekommt man nicht gratis. Interview mit Hlawka, DMV Mitteilungen 1999, Nr. 2, S. 42.